# Goldbergs
A. Goldberg and Sons plc, dat handelde onder de naam Goldbergs, was een Schots detailhandelsbedrijf. Het bedrijf groeide van één enkele winkel in Glasgow in 1908 uit tot een keten met meer dan 100 filialen op het hoogtepunt. Het warenhuis in Edinburgh had op de bovenste verdieping een café met een daktuin.  

## Geschiedenis
A. Goldberg & Sons werd in 1908 opgericht door Bill Goldberg, een joodse immigrant uit Oost-Europa. Nadat hij een zaak had geopend aan de zuidkant van Glasgow, verhuisde hij in de jaren 1920 naar een pand in Candleriggs.
Abraham Goldberg was bestuursvoorzitter van 1908 tot 1934, toen hij de leiding overdroeg aan zijn twee zonen, Ephraim en Michael. Samen brachten ze het bedrijf in 1938 naar de beurs. Ze breiden het bedrijf met een enkel warenhuis in Glasgow uit met een warenhuis in Edinburgh en een kleine warenhuisketen in centraal Schotland. Van 1970 tot 1974 werden winkels geopend in Falkirk, Ayr, Paisley, Kirkcaldy, Motherwell, Dundee, Kilmarnock, Airdrie, Dunfermline, East Kilbride en Greenock, met een gemiddelde verkoopvloeroppervlakte van 700m². Deze verkochten een familiemode, huishoudelijke artikelen en elektrische artikelen.
Vanaf 1974 nam Mark Goldberg, kleinzoon van Abraham, de functie van bestuursvoorzitter over. Het bedrijf had altijd een lid van de familie Goldberg aan het hoofd. Tegen het midden van de jaren 1980 was het een van de slechts drie in Schotland gevestigde retailers die nog op de beurs genoteerd waren.
In 1979 lanceerde het bedrijf Wrygges, een keten van jonge modewinkels gericht op de 15- tot 24-jarige vrouw. Aan het eind van de jaren 1970 vond een één op drie claimemissie plaats om deze ontwikkeling en de uitbreiding van de warenhuisketen Goldberg met nog eens drie vestigingen (twee in Schotland en de eerste filiaal in Engeland, in Blackpool) te financieren. Goldberg was ook eigenaar van Schuh en had een groot aandeel in het modebedrijf Ted Baker.
Na een mislukt overnamebod door Blacks Leisure in 1989,  werd Goldbergs onder curatele gesteld en stopte in 1990 nadat het een verlies van £ 10 miljoen had geleden.  De vlaggenschipwinkel op Candleriggs in Glasgow werd in 1994 overgenomen door de ondernemers Vera en Gerald Weisfeld en heropend als discountkledingwinkel Weisfelds. Deze sloot echter in 1999, waarna het pand in verval raakte. Het gebouw werd in 2002 gedeeltelijk gesloopt na het instorten van een aangrenzende woning als gevolg van onstabiele funderingen. De site werd overgenomen door Selfridges, maar plannen voor het bedrijf om zijn eerste Schotse winkel op deze locatie te bouwen werden in 2007 opgeschort.
Na veel druk van de gemeenteraad van Glasgow begon Selfridges eind 2013 met de sloop van de voormalige Goldbergs-gebouwen met het plan om een tijdelijk park aan te leggen in de aanloop van de Commonwealth Games van 2014. De plannen voor het warenhuis bleven in de ijskast en in mei 2014 verkocht Selfridges de locatie aan een particuliere projectontwikkelaar.